# The Locket
The Locket ist ein in Schwarzweiß gedrehter US-amerikanischer Film noir von John Brahm aus dem Jahr 1946. Das Drehbuch basiert auf der Erzählung What Nancy Wanted der Autorin Norma Barzman (1920–2023).

## Handlung
Am Tag der Hochzeit von John Willis erscheint vor der Vermählung der Psychiater Dr. Harry Blair auf Willis Anwesen und bittet um ein Vier-Augen-Gespräch mit dem Bräutigam. Darin eröffnet er Willis, dass es sich bei dessen Braut Nancy um Blairs psychisch instabile Ex-Ehefrau handelt, die bereits das Leben mehrerer anderer Männer ruiniert hat.
In einer Reihe von komplexen, in sich verschachtelten Rückblenden erzählt Blair die Geschichte von Nancy: Als Tochter einer Hausangestellten wurde sie als kleines Mädchen von der Arbeitgeberin ihrer Mutter unschuldig des Diebstahls eines kostbaren Medaillons bezichtigt. Hierdurch schwer traumatisiert wurde Nancy zur Kleptomanin und zwanghaften Lügnerin. Vermutlich ist sie sogar die wahre Täterin in einem Mordfall, für den ein wahrscheinlich Unschuldiger hingerichtet wurde. Aus Schuldgefühlen darüber, die Hinrichtung nicht durch eine entsprechende Aussage verhindert zu haben, beging Nancys Ex-Freund Norman Clyde Selbstmord.
Willis weigert sich, die Geschichte Blairs zu glauben und schickt ihn weg. Als sich Nancy anschließend für die Trauungszeremonie umkleidet, kommt ihre zukünftige Schwiegermutter in den Raum. Es zeigt sich, dass es sich bei dieser um die ehemalige Arbeitgeberin von Nancys Mutter handelt. Ohne sich Nancys wahrer Identität bewusst zu sein, überreicht sie ihr das schicksalhafte Medaillon als Hochzeitsgeschenk. Von den dadurch heraufbeschworenen Erinnerungen überwältigt, erleidet Nancy beim Einzug der Braut einen Nervenzusammenbruch. Völlig wahnsinnig geworden wird sie in ein Sanatorium eingeliefert.

## Hintergrund
The Locket startete am 20. Dezember 1946 in den Kinos der USA. In Deutschland wurde er nicht veröffentlicht.

## Kritik
„The Locket ist ein ungewöhnliches psychologisches Melodrama im visuellen Stil von RKO.“

„John Brahm erschuf einen stimmungsvollen, faszinierenden Film mit einer großartigen Darbietung von Laraine Day .“